# Tipula (Pterelachisus) angulata
Tipula (Pterelachisus) angulata is een tweevleugelige uit de familie langpootmuggen (Tipulidae). De soort komt voor in het Nearctisch gebied.